# Bejucal de Ocampo
Bejucal de Ocampo é um município do estado de Chiapas, no sul do México. O município está localizado na Sierra Madre de Chiapas, o que justifica seu terreno montanhoso; suas coordenadas geográficas são 15° 27" N e 92° 09° O.  A população do município calculada no censo 2005 era de 6.612 habitantes.
Bejucal significa "abundância de cipós ou lianas" na língua náuatle e Ocampo é em homenagem ao advogado mexicano Melchor Ocampo.
A vila de Bejucal de Ocampo foi fundada em 22 de abril de 1912 pelo governador interino de Chiapas Flavio Guillen. Em 1915 a vila se torna uma dependência do município de La Grandeza. O primeiro presidente municipal foi Julian Soto Roblero.
O município se limita ao norte e a leste com o município de Amatenango de la Frontera, ao sul com Mazapa Madero e a oeste com La Grandeza e El Porvenir. Poucos quilômetros à leste está a fronteira mexicana com a Guatemala. A altitude do município é de 2.050 metros.
A área do município é de 82km², representando 3,85% de Sierra Madre de Chiapas e 0,1% do Estado de Chiapas. Seu principal fluxo de água é o rio Yalimcum.
A cidade de Bejucal de Ocampo possui uma característica bastante incomum. Segundo um artigo do jornal Excélsior, a maioria dos habitantes são Testemunhas de Jeová, apresenta um prevalescente ambiente de tolerância religiosa e governamental…Os cidadãos trocaram bebedeiras e cigarros por cânticos e leitura da Bíblia. Também respeitam as autoridades. (revista Despertai! agosto/2010 pág.7)